# Лёфлер, Леопольд
Леопольд Лёфлер (пол. Leopold Löffler; 27 октября 1827, Жешув — 6 февраля 1898, Краков) — польский живописец, педагог, профессор, член венской Академии изобразительных искусств (Австро-Венгрия) .

## Биография
Родился в семье государственного чиновника. В 1845 отправился в Вену, где поступил в Академию изобразительных искусств, стажировался в мастерской известного австрийского художника первой половины XIX в. Фердинанда Георга Вальдмюллера.
В 1856 выехал для продолжения учебы в Мюнхен, а позже в Париж. В 1860 вернулся в Вену, где писал картины, подрабатывая учителем рисования. Стал популярным художников, в числе его заказчиков были император Франц Иосиф I и граф Эстерхази.
Был принят в члены венской Академии изобразительных искусств.
В 1877 по приглашению Яна Матейко вернулся на родину и занял должность профессора Краковской школы изобразительных искусств. Работал в преподавателем курса рисунка с натуры и академической живописи
в течение 20 лет. Воспитал целую плеяду известных художников, среди них: Войцех Вейс, Леонард Винтеровский, Винсент Водзиновский, Влодзимеж Тетмайер, Адам Бадовский, Здислав Ясиньский, Юлиан Панкевич и др.
Умер в Кракове и похоронен на Раковицком кладбище.

## Творчество
Леопольд Лёфлер — автор целого ряда жанровых и исторических полотен и портретов, которые пользовались большой популярность во второй половине XIX в. Его репродукции часто появлялись в журналах и газетах, в виде открыток и литографий.

## Избранные работы

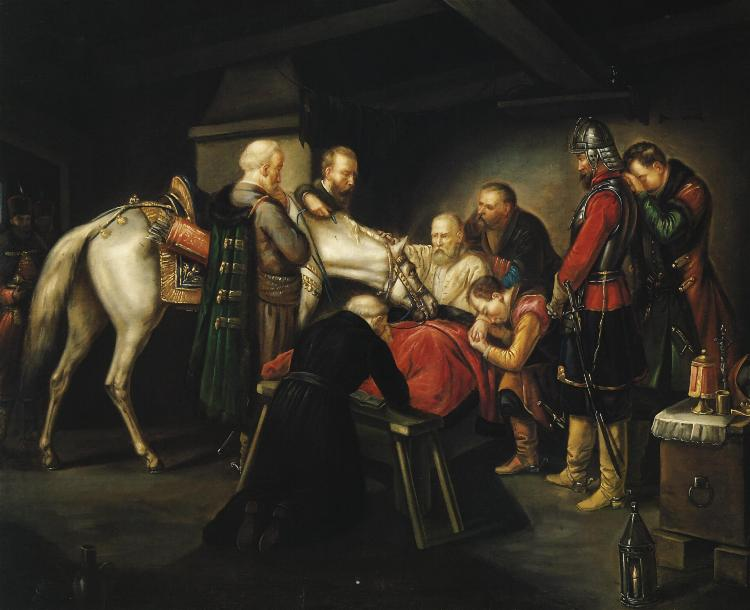
Смерть гетмана Стефана Чарнецкого
- Император Рудольф I в битве на Моравском поле
- Борьба греков за независимость
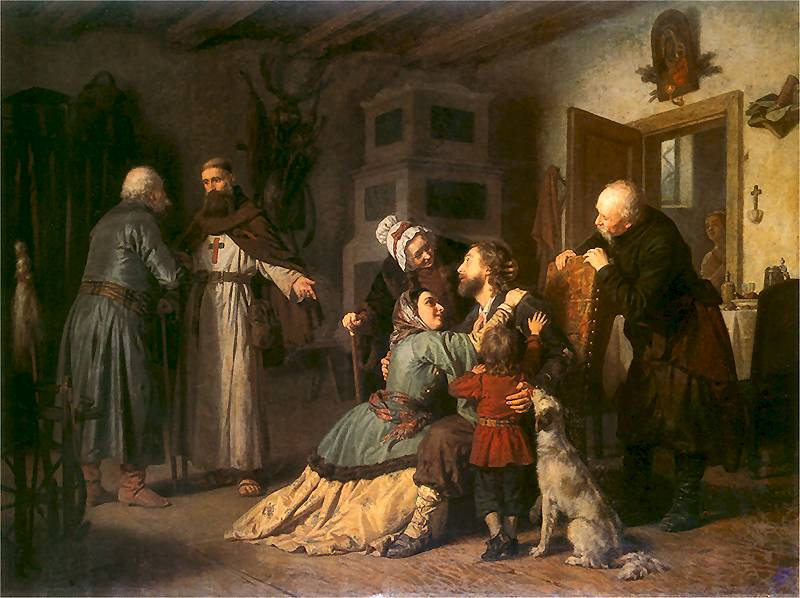
Возвращение рыцаря из-под Вены в 1683,
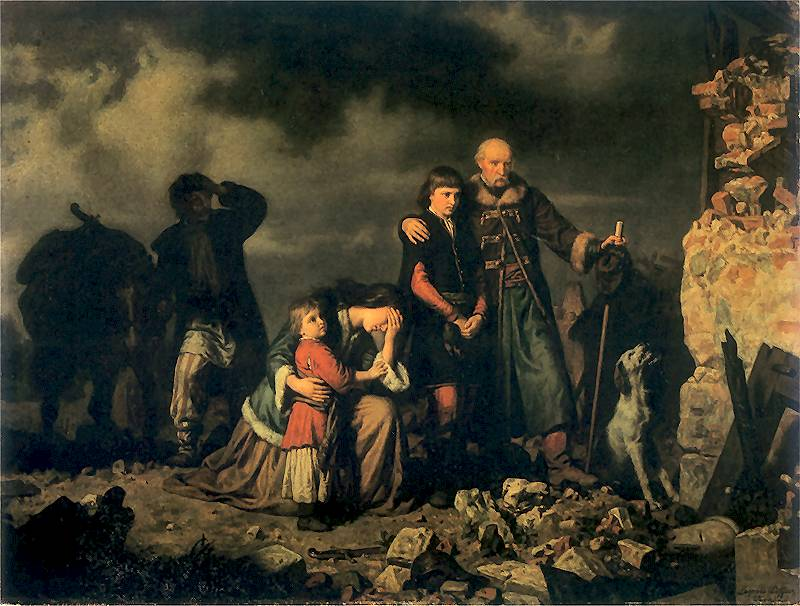
На пожарище после нападения татар
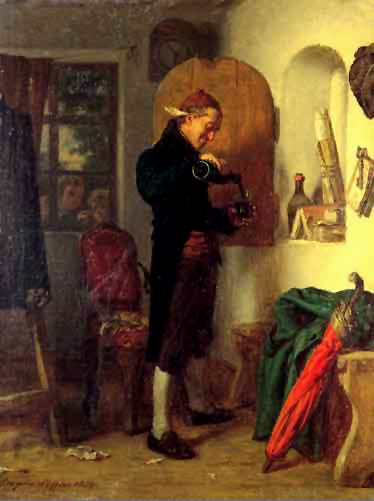
Художник в своей студии. Глоток вина

- Возвращение из полона (ясыря) (второй экземпляр этой картины художник выполнил для императора Франца Иосифа I),
- Тайная свадьба в XVII в.
- Возвращение блудного сына
- Урок
- Старый холостяк
- Девочка с книжкой
- Девочка кормящая канарейку и др.

- Смерть гетмана Стефана Чарнецкого
- Возвращение из полона (ясыря)
- На пожарище после нападения татар
- Художник в своей студии. Глоток вина